# Bieździadka (potok)
Bieździadka (Liczkówka) – potok górski, dopływ Bieździady o długości 5,78 km i powierzchni zlewni 7,24 km².
Potok wypływa w obrębie wsi Bieździadka, w gminie Kołaczyce, powiat jasielski ze źródła na wschodnim stoku Babiej Góry (387 m n.p.m.). Płynie na północny zachód, wpada do potoku Bieździada płynącego ze źródeł w Sowinie. Starsze informacje podają, że potok był zasilony przez Sowinkę i przez strumyki z przysiółka "Łazy"